# Gert Steegmans
Gert Steegmans (Hasselt, Bélgica, 30 de septiembre de 1980) es un ciclista belga que fue profesional entre 2003 y 2016.

## Biografía

### Lanzador de McEwen en el Lotto
Steegmans debutó como profesional en 2002 en las filas del equipo belga Davitamon-Lotto. Aunque el corredor ya era conocido en su país, empezó a ser reconocido internacionalmente como lanzador de Robbie McEwen (esprínter principal de su equipo) en el Tour de Francia 2006, colaborando en dos victorias de etapa para el australiano.

### Progresión y éxitos en Quick Step
Para 2007 fichó por el equipo otro equipo belga ProTour, el Quick Step, donde coincidió con su compatriota Tom Boonen.
Durante la segunda etapa del Tour de Francia 2007 (con final en su país natal), un ciclista del Liquigas cayó a tres kilómetros de meta, provocando a su vez la caída de otros 20 corredores aproximadamente, fraccionando el pelotón y dejando en cabeza a unos 30 ciclistas peleando por el esprint para la victoria de etapa, triunfo que lograría Steegmans por delante de su compatriota y compañero de equipo Tom Boonen, quien en cambio logró enfundarse el maillot verde de la regularidad merced a su segundo puesto en la etapa.
En el Tour de Francia 2008 ganó la prestigiosa última etapa con final en los Campos Elíseos de París. Días antes, el 6 de julio, ya había anunciado que para la próxima temporada cambiaría de equipo, al firmar un contrato por dos años con el equipo ruso Tinkoff Credit Systems, de categoría Continental, que de cara a 2009 pasaba a denominarse Katusha, logrando además licencia UCI ProTour.

### Breve y polémico paso por el Katusha
En el equipo ruso Katusha se reencontró con Robbie McEwen, su jefe de filas en años atrás en Lotto. Una vez iniciada la temporada, el equipo presentó a sus corredores un compromiso antidopaje, según el cual todo corredor que diera positivo en un control antidopaje debería indemnizar al equipo pagando el equivalente a cinco veces sus sueldo anual. Steegmans se negó a firmar dicho compromiso; McEwen, quien también se había negado en un principio, terminó firmando dicha cláusula. La negativa de Steegmans a firmar el compromiso hizo que el Katusha decidiera no incluirlo en su lista de corredores para el Tour de Francia. El 5 de agosto el equipo y Steegmans decidieron rescindir el contrato que les unía tras el rechazo reiterado del corredor a firmar un contrato que ya habían firmado todos sus compañeros (excepto Toni Colom, positivo por EPO recombinante).

### En el RadioShack de Armstrong
Para 2010 fichó por el Team RadioShack dirigido por Johan Bruyneel, donde coincidiría con Lance Armstrong entre otros. Al principio de temporada, en el prólogo de la París-Niza, se fracturó la clávicula. Eso fue lo que le impidió participar en el Tour de Francia.

### Retorno al Quick Step
En 2011 retornó al QuickStep y obtuvo un triunfo en la Nokere Koerse. Participó del Tour de Francia pero no lo culminó, ya que no tomó la salida en la 13.ª etapa.
Para la temporada 2013 es una pieza clave para los objetivos de etapa de Mark Cavendish siendo el principal lanzador de este.
El 16 de julio de 2015 anunció su retirada del ciclismo tras trece temporadas como profesional y con 34 años de edad.

## Palmarés
| 2002 - GP Harelbeke 2005 - 1 etapa del Tour de Picardie - Premio Nacional de Clausura 2006 - 2 etapas de la Vuelta al Algarve - 1 etapa de los Cuatro días de Dunkerque - 1 etapa del Tour de Picardie - 1 etapa de la Vuelta a Bélgica 2007 - 1 etapa de la Vuelta al Algarve - 1 etapa de los Tres días de La Panne - 1 etapa de los Cuatro días de Dunkerque - 1 etapa del Tour de Francia - Tour de Rijke - Circuito Franco-Belga, más 2 etapas | 2008 - Trofeo Cala Millor de la Challenge a Mallorca - 2 etapas de la París-Niza - 1 etapa de los Cuatro días de Dunkerque - Profonde Van Fryslan - Memorial Rik Van Steenbergen - Halle-Ingooigem - 1 etapa del Tour de Francia 2009 - Trofeo Mallorca de la Challenge de Mallorca - 1 etapa de la Vuelta a Andalucía 2011 - Nokere Koerse |

## Resultados en Grandes Vueltas
| Carrera | Carrera         | 2003  | 2004  | 2005  | 2006  | 2007  | 2008  | 2009 | 2010 | 2011 | 2012  | 2013  | 2014 | 2015 |
| ------- | --------------- | ----- | ----- | ----- | ----- | ----- | ----- | ---- | ---- | ---- | ----- | ----- | ---- | ---- |
|         | Giro de Italia  | F. c. | 130.º | —     | —     | —     | —     | —    | —    | —    | —     | Ab.   | —    | —    |
|         | Tour de Francia | —     | —     | —     | 135.º | 138.º | 108.º | —    | —    | Ab.  | —     | 153.º | —    | —    |
|         | Vuelta a España | —     | —     | 105.º | —     | —     | —     | —    | —    | —    | 110.º | —     | —    | —    |

—: no participa
Ab.: abandono
F. c.: fuera de control

## Equipos
- Lotto (2002-2006)
  - Lotto-Domo (2002-2004)
  - Davitamon-Lotto (2005-2006)
- Quick Step (2007-2008)
  - Quick Step-Innergetic (2007)
  - Quick Step (2008)
- Team Katusha (2009)
- Team RadioShack (2010)
- Quick Step (2011-2014)
  - QuickStep Cycling Team (2011)
  - Omega Pharma-QuickStep (2012)
  - Omega Pharma-Quick Step Cycling Team (2013-2014)
- Trek Factory Racing (2015)[4]